# Fédération internationale des associations vexillologiques
 (août 2025).
La mise en forme du texte ne suit pas les recommandations de Wikipédia : il faut le « wikifier ».
Les points d'amélioration suivants sont les cas les plus fréquents. Le détail des points à revoir est peut-être précisé sur la page de discussion.
- Les titres sont pré-formatés par le logiciel. Ils ne sont ni en capitales, ni en gras.
- Le texte ne doit pas être écrit en capitales (les noms de famille non plus), ni en gras, ni en italique, ni en « petit »…
- Le gras n'est utilisé que pour surligner le titre de l'article dans l'introduction, une seule fois.
- L'italique est rarement utilisé : mots en langue étrangère, titres d'œuvres, noms de bateaux, etc.
- Les citations ne sont pas en italique mais en corps de texte normal. Elles sont entourées par des guillemets français : « et ».
- Les listes à puces sont à éviter, des paragraphes rédigés étant largement préférés. Les tableaux sont à réserver à la présentation de données structurées (résultats, etc.).
- Les appels de note de bas de page (petits chiffres en exposant, introduits par l'outil «  Source ») sont à placer entre la fin de phrase et le point final[comme ça].
- Les liens internes (vers d'autres articles de Wikipédia) sont à choisir avec parcimonie. Créez des liens vers des articles approfondissant le sujet. Les termes génériques sans rapport avec le sujet sont à éviter, ainsi que les répétitions de liens vers un même terme.
- Les liens externes sont à placer uniquement dans une section « Liens externes », à la fin de l'article. Ces liens sont à choisir avec parcimonie suivant les règles définies. Si un lien sert de source à l'article, son insertion dans le texte est à faire par les notes de bas de page.
- La présentation des références doit suivre les conventions bibliographiques. Il est recommandé d'utiliser les modèles {{Ouvrage}}, {{Chapitre}}, {{Article}}, {{Lien web}} et/ou {{Bibliographie}}. Le mode d'édition visuel peut mettre en forme automatiquement les références.
- Insérer une infobox (cadre d'informations à droite) n'est pas obligatoire pour parachever la mise en page.

Pour une aide détaillée, merci de consulter Aide:Wikification.
Si vous pensez que ces points ont été résolus, vous pouvez retirer ce bandeau et améliorer la mise en forme d'un autre article.
La Fédération internationale des associations vexillologiques (FIAV) est une fédération internationale de 51 associations et institutions régionales, nationales et internationales qui étudient la vexillologie, que la FIAV définit dans sa constitution comme « la création et le développement d’une base de connaissances sur les drapeaux de tous types, leurs formes et fonctions, et ainsi des théories scientifiques et principes basés sur ces connaissances ».
Les traductions officielles du nom FIAV français sont :
- en anglais : The International Federation of Vexillological Associations ;
- en allemand : Internationale Föderation Vexillologischer Gesellschaften ;
- en espagnol : Federación Internacional de Asociaciones Vexilológicas.

La FIAV a été organisée le 3 septembre 1967, au second congrès international de Vexillologie à Rüschlikon en Suisse. Elle a été officiellement créée le 7 septembre 1969 au troisième congrès international de vexillologie à Boston, Massachusetts.
Le FIAV est dirigée par un directoire de trois personnes : le président, le secrétaire général et le secrétaire général des congrès. Le directoire s’occupe des différentes affaires du FIAV et organise les sessions de l’Assemblée générale, qui se tiennent durant les congrès internationaux de vexillologie. L’assemblée générale de la FIAV est composée d’un délégué de chaque membre de la FIAV. L’assemblée générale élit les membres du directoire et établit la politique de la FIAV.

## Membres
Les membres actuels de la FIAV sont :
- Afrique du Sud : Southern African Vexillological Association (SAVA) (Angola, Botswana, Lesotho, Madagascar, Malawi, Mozambique, Namibie, Afrique du Sud, Swaziland, Zambie et Zimbabwe)
- Allemagne :
  - Deutsche Gesellschaft für Flaggenkunde e.V. (DGF)
  - Heraldischer Verein "Zum Kleeblatt" von 1888 zu Hannover e.V. (HVK)
- Amérique du Nord : North American Vexillological Association (NAVA)
- Argentine :
  - Asociación Argentina de Vexilología (AAV)
  - Fundación Centro Interdisciplinario de Estudios Culturales (CIDEC)
- Australie : Flag Society of Australia Inc. (FSA)
- Belgique :
  - Centre Belgo-Européen d'Études des Drapeaux (CEBED)
  - Societas Vexillologica Belgica (SVB)
- Bulgarie : Българско хералдическо и вексилоложко общество (BHVS) / Société bulgare d'héraldique et de vexillologie
- Canada :
  - The Burgee Data Archives (BDA)
  - The Canadian Flag Association (CFA) / L'Association canadienne de vexillologie
  - Flags of the World (FOTW) (Le site Internet international, basé en Nouvelle-Écosse au Canada)
- Croatie : Hrvatsko grboslovno i zastavoslovno društvo (HGZD) / Croatian Heraldic and Vexillologic Association
- Espagne :
  - Sociedad Española de Vexilología (SEV)
  - Associació Catalana de Vexil•lología (ACV) (Catalogne)
- États-Unis :
  - Chesapeake Bay Flag Association (CBFA) (Delaware, District de Columbia, Maryland, New Jersey, Pennsylvanie, Virginie et Virginie-Occidentale)
  - Flag Heritage Foundation (FHF)
  - Great Waters Association of Vexillology (GWAV) (Illinois, Indiana, Kentucky, Michigan, Ohio)
  - New England Vexillological Association (NEVA) (Connecticut, Maine, Massachusetts, New Hampshire, Rhode Island, et Vermont)
  - The Flag Research Center (FRC)
  - The Portland Flag Association (PFA)
  - Vexillological Association of the State of Texas (VAST)
- Finlande : Partioheraldikot r.y. (PH)
- France :
  - Kevarzhe Vannielouriezh Vreizh (KVV) / Société Bretonne de Vexillologie (SBV) (Bretagne)
  - Société française de vexillologie (SFV)
- Géorgie : საქართველოს პარლამენტთან არსებული ჰერალდიკის სახელმწიფო საბჭო (SCHG) / State Council of Heraldry at the Parliament of Georgia
- Hongrie : Magyarországi Zászló Társaság (MZT)
- Inde : Indian Vexillological Association (IVA)
- Irlande : Cumann Geinealais na hÉireann Teoranta (Brateolaíocht Éireann branch) (GSI) / Genealogical Society of Ireland Limited (Vexillology Ireland branch)
- Italie :
  - Bandiere Storiche (BS)
  - Centro Italiano Studi Vessillologici (CISV)
- Japon : Nihon Kishougaku Kyoukai (JAVA) / Japanese Vexillological Association
- Macédoine : Македонско Хералдичко Здружение (MHZ) / Makedonsko Heraldičko Združenie / Macedonian Heraldry Society
- Moldavie : Societatea de Genealogie, Heraldică şi Arhivistică “Paul Gore” (SGHAPG)
- Nouvelle-Zélande : New Zealand Flag Association (NZFA)
- Pays-Bas :
  - Nederlandse Vereniging voor Vlaggenkunde (NVvV)
  - Stichting Vlaggenparade Rotterdam (SVPR)
- Pologne :
  - Centrum Flagi Ziemi (CFZ) / Earth Flag Centre
  - Instytut Heraldyczno-Weksylologiczny (IHW)
  - Polskie Towarzystwo Weksylologizne (PTW)
  - World Vexillological Research Institute (WVRI)
- Roumanie : Societatea Română de Vexilologie (SRV)
- Royaume-Uni : The Flag Institute (FI)
- Russie : Российский Центр флаговедения и геральдики (RCVH) / Centre russe de vexillologie et d'héraldique
- Scandinavie : Nordic Flag Society (NF) Nordisk Flaggselskap / Nordisk Flagselskab / Nordiska Flaggsällskapet / Norræna Fánafélagið / Pohjoismaiden Lippuseura / (Danemark, Finlande, Islande, Norvège et Suède)
- Slovénie : Heraldica Slovenica (HS)
- Suisse : Société Suisse de Vexillologie - Schweizerische Gesellschaft für Fahnen- und Flaggenkunde - Società Svizzera di Vessillologia (SSV-SGFF)
- Tchéquie :
  - Česká Vexilologická společnost (CVS)
  - Středisko Vexilologických Informací (SVI) / Flag Data Centre
  - World Vexillological Research Institute (WVRI)
- Ukraine : Українсьҝе ґералъдичне товариство (UHT) / Ukrayins'ke Heral'dychne Tovarystvo / Société ukrainienne d'héraldique

## Directoire
Les membres actuels du directoire ("officiers") de la FIAV sont :
- Michel R. Lupant, président (Ottignies-Louvain-la-Neuve, Belgique)
- Charles A. Spain, Jr., secrétaire général (Houston, États-Unis)
- Graham M. P. Bartram, secrétaire général des congrès (Londres, Royaume-Uni)

## Drapeau de la FIAV

Drapeau de la FIAV.

Le drapeau de la FIAV a été dessiné par Klaes Sierksma et a été légèrement modifié par le comité d’organisation du second congrès international de vexillologie. Il a été présenté au public le 3 septembre 1967 et décrit comme suit :
« Sur un fond bleu, s’étendant horizontalement, deux cordes jaunes forment des nœuds entrelacés ». Le nœud formé est un nœud d'écoute.
La couleur bleue est définie comme étant la couleur U239 du système Pantone, la couleur jaune est la U123 du système Pantone.
Les drapeaux des trois membres du directoire de la FIAV ont été approuvés en 1999.